# 18 juli
18 juli is de 199ste dag van het jaar (200ste dag in een schrikkeljaar) in de gregoriaanse kalender. Hierna volgen nog 166 dagen tot het einde van het jaar.

## Gebeurtenissen
- Algemeen
  - 64 - Grote brand van Rome: de stad wordt geteisterd door een catastrofale brand, waarbij het centrum ervan in een week tijd door de vuurzee grotendeels verwoest wordt.
  - 362 - Keizer Julianus Apostata arriveert in Antiochië (Syria) met een Romeins expeditieleger (60.000 man) en blijft er negen maanden om voorbereidingen te treffen voor een veldtocht tegen het Perzische Rijk.
  - 1925 - In Duitsland verschijnt Adolf Hitlers boek Mein Kampf.
  - 1982 - Bloedbad van Plan de Sánchez: 250 dorpsbewoners worden door het Guatemalteekse leger en paramilitairen afgeslacht.
  - 1991 - In Luik wordt de Belgische oud-minister André Cools op straat doodgeschoten.
  - 1992 - Negen studenten en een professor van de Universiteit La Cantuta in de Peruviaanse hoofdstad Lima worden ontvoerd en later vermoord.
  - 1994 - Bomaanslag op het AMIA-gebouw: Een autobom verwoest het joods cultureel centrum in Buenos Aires, met 85 doden en ruim tweehonderd gewonden als gevolg.
  - 1995 - In de Verenigde Staten eist een hittegolf het leven van 650 mensen.
  - 2006 - Tijdens de eerste dag van de 90e editie van de Nijmeegse Vierdaagse komen tijdens een hittegolf twee mensen om. De Vierdaagse wordt hierdoor voor de allereerste keer in zijn lange bestaansgeschiedenis noodgedwongen afgelast.
  - 2007 - Door een vliegtuigongeluk in São Paulo, Brazilië komen 187 inzittenden en 12 mensen op de grond om het leven.[1]
  - 2015 - Het laatste C1000 filiaal sluit de deuren, hierdoor komt er na 38 jaar een einde aan de winkelketen.[2]
  - 2023 - Een Amerikaanse militair steekt tijdens een excursie in de gedemilitariseerde zone tussen Noord- en Zuid-Korea de grens met Noord-Korea over.[3][4]

- Media
  - 1995 - In Nederland besluit uitgever Reed Elsevier met zijn persactiviteiten te stoppen. Daardoor staan NRC Handelsblad, het Algemeen Dagblad en enkele andere krantentitels te koop.

- Oorlog
  - 1994 - Het RPF-rebellenleger verovert Gisenyi, het laatste bastion van de Rwandese regering, waarna zij de overwinning opeisen.

- Politiek
  - 1936 - Staatsgreep van Generalísimo Franco tegen de Tweede Spaanse Republiek. Begin van de Spaanse Burgeroorlog, die zou leiden tot veertig jaar dictatuur.
  - 2012 - Vijf jaar nadat Roemenië en Bulgarije lid zijn geworden van de EU concludeert de Europese Commissie dat ze het nooit hadden mogen worden.

- Religie
  - 1932 - Verheffing van de Apostolische Prefectuur Padang in Nederlands-Indië tot Apostolisch vicariaat.
  - 1988 - Oprichting van de Priesterbroederschap van Sint Petrus van traditionalistische priesters die de band met de Heilige Stoel willen behouden.

- Sport
  - 1897 - In Parijs wordt het Parc des Princes officieel geopend.
  - 1930 - Uruguay en Peru spelen de allereerste voetbalwedstrijd in het Estadio Centenario in Montevideo in de openingswedstrijd van het WK voetbal.
  - 1939 - Opening van het Hallenstadion in Zürich.
  - 1951 - De Nederlandse wielrenner Wim van Est valt in de Ronde van Frankrijk in de afdaling van de Col d'Aubisque in een ravijn, en moet als leider opgeven.
  - 1971 - De Belgische wielrenner Eddy Merckx wint de Ronde van Frankrijk vóór de Nederlander Joop Zoetemelk.
  - 1976 - De Belgische wielrenner Lucien Van Impe wint de Ronde van Frankrijk vóór Joop Zoetemelk.
  - 1995 - De Italiaanse wielrenner Fabio Casartelli komt tijdens de Ronde van Frankrijk lelijk ten val in een afdaling, en overlijdt later in het ziekenhuis aan zijn daarbij opgelopen verwondingen.
  - 2022 - Ultrasporter Stefan van der Pal volbrengt de Elfstedentriatlon in Friesland.[5]
  - 2023 - De Nederlandse zwemster Sharon van Rouwendaal pakt een zilveren medaille op de 5 km bij de Wereldkampioenschappen openwaterzwemmen in Fukuoka (Japan) en dat is haar eerste WK-medaille op deze afstand. Leonie Beck uit Duitsland is goed voor een gouden plak en de Braziliaanse Ana Marcela Cunha zwemt naar brons.[6]

- Wetenschap en technologie
  - 1968 - Oprichting van Intel Corporation.
  - 1980 - Lancering van de Rohini RS-1 satelliet met een SLV-3 raket vanaf Satish Dhawan Space Centre door ISRO. Deze missie maakt India de 7e natie die zelfstandig een zelfgebouwde satelliet weet te lanceren en is tevens de eerste succesvolle lancering van de draagraket.[7]
  - 2021 - De periodieke komeet P/2020 V4 (Rankin) bereikt het perihelium van zijn baan rond de zon tijdens deze verschijning.[8]
  - 2023 - Lancering van een Electron raket van Rocket Lab vanaf LC-1B op het Māhia schiereiland in Nieuw-Zeeland voor de Baby Come Back missie met vier Starling satellieten om technologie voor satellietzwermen te testen, LEO 3, een communicatiesatelliet en twee Lemur-2 satellieten voor weerwaarnemingen en schip- en vliegtuig observaties.[9]

## Geboren

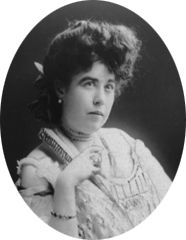
Margaret "Molly" Brown
geboren in 1867

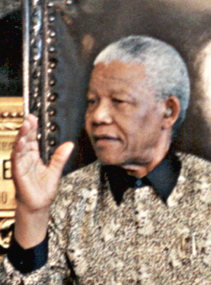
Nelson Mandela
geboren in 1918

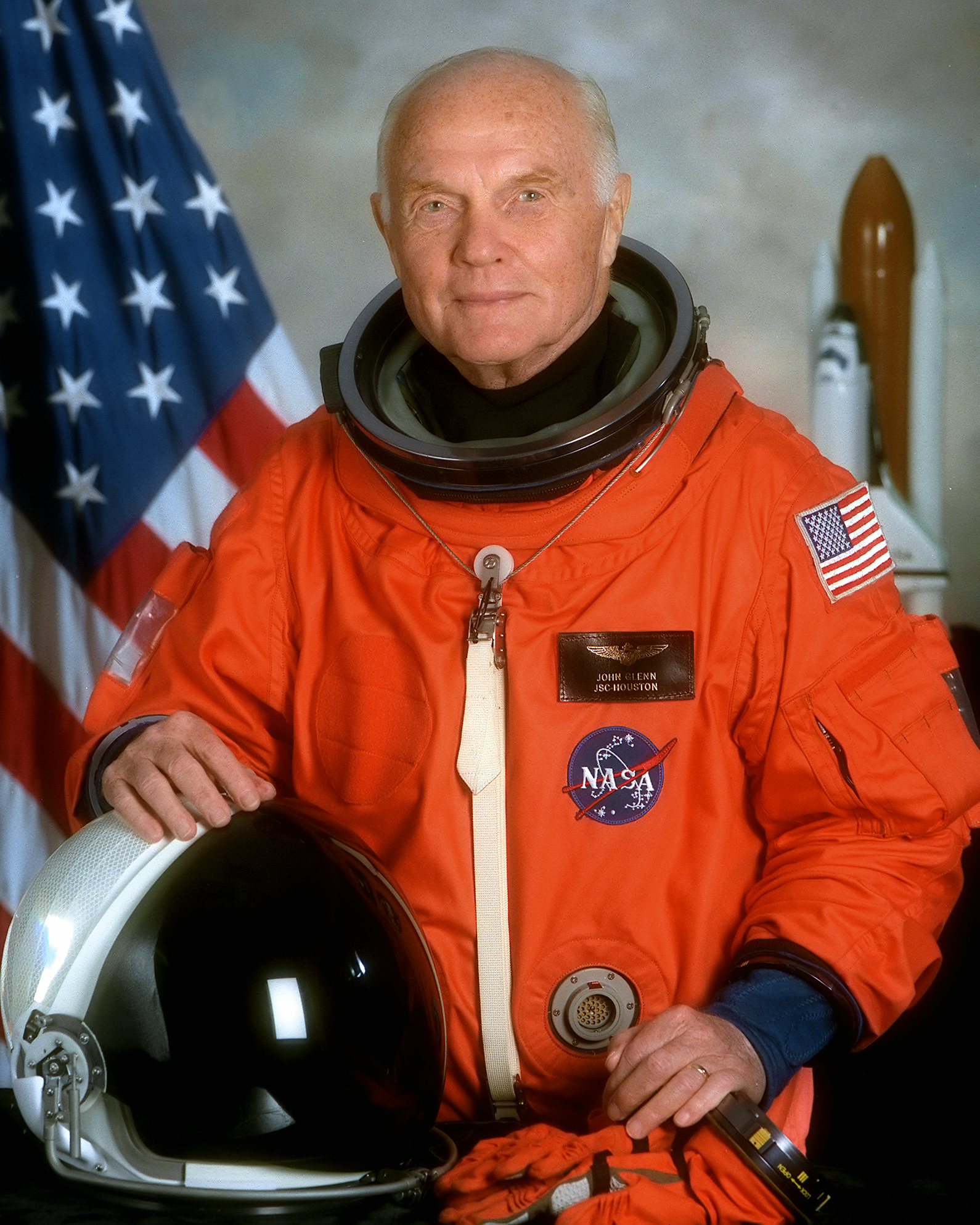
John Glenn
geboren in 1921

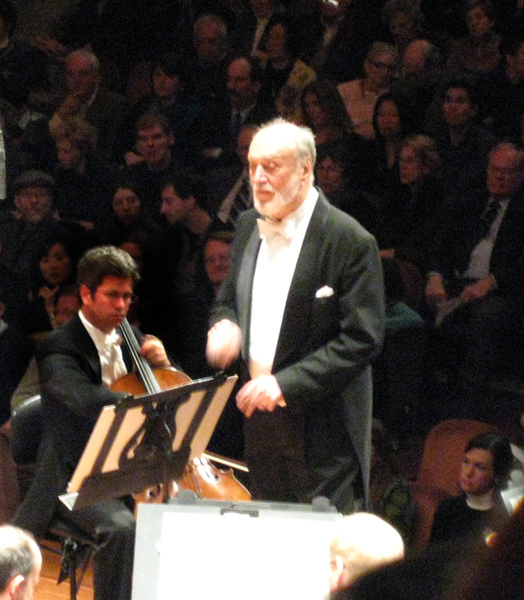
Kurt Masur
geboren in 1927

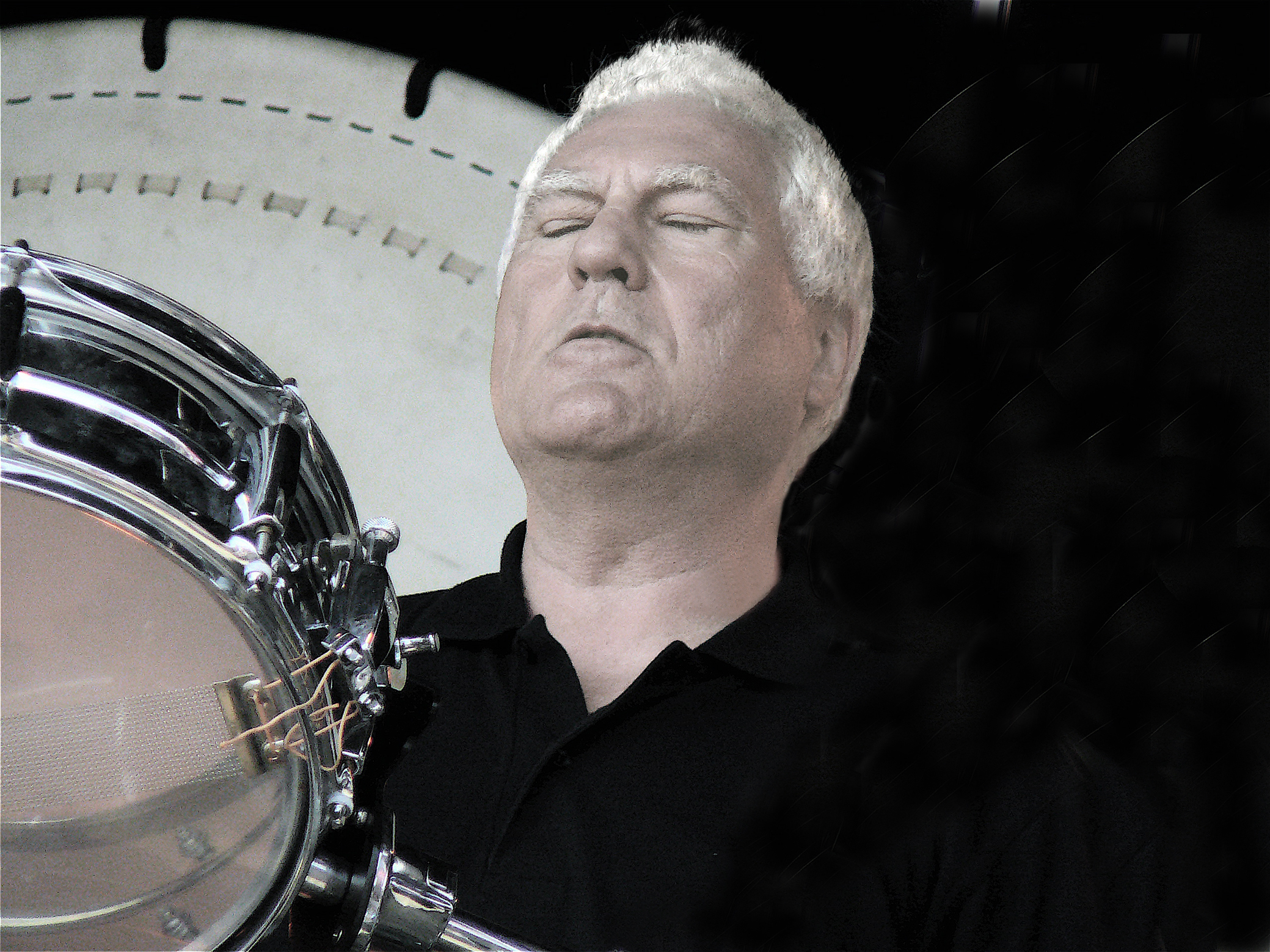
Cesar Zuiderwijk
geboren in 1948

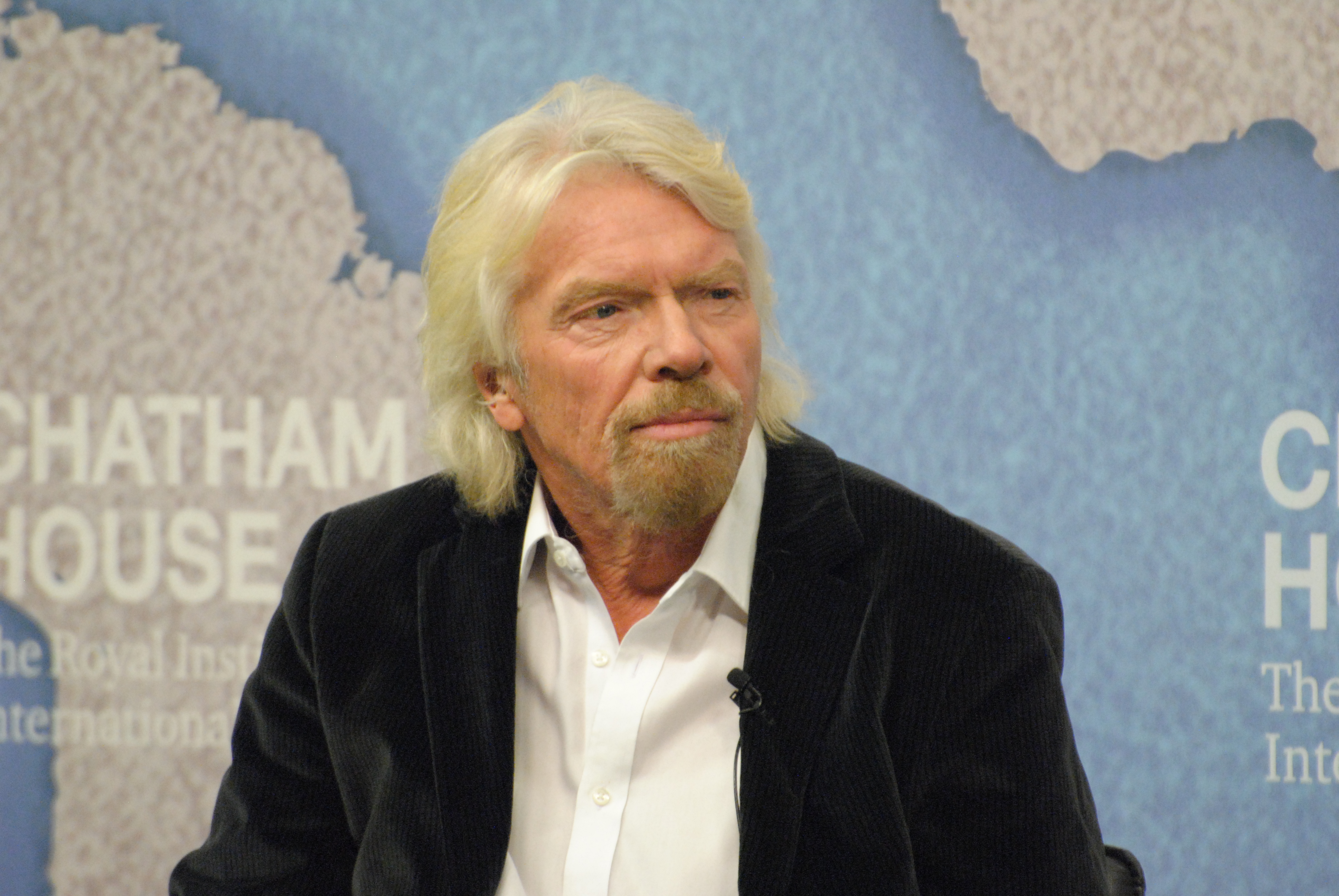
Richard Branson
geboren in 1950

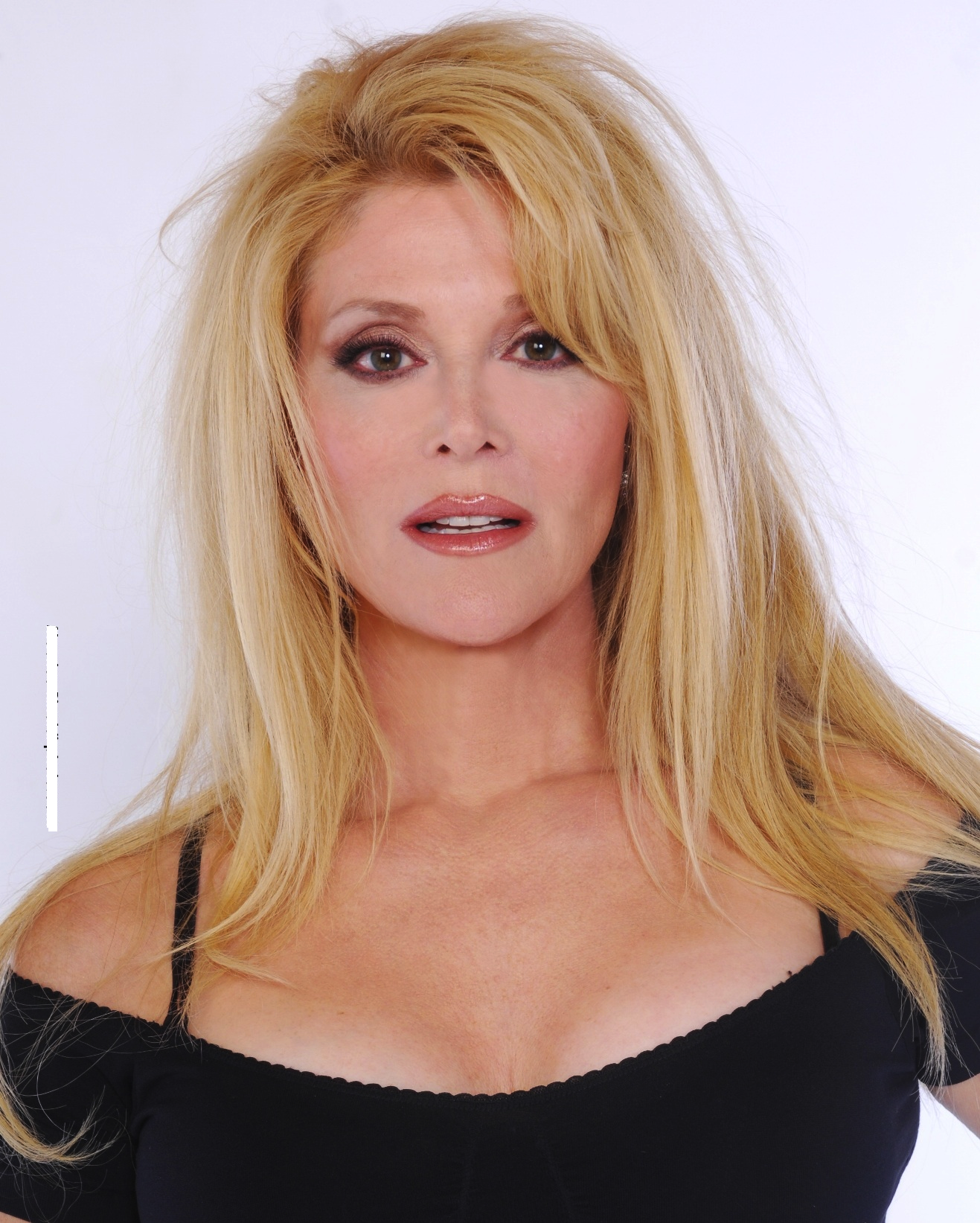
Audrey Landers
geboren in 1956

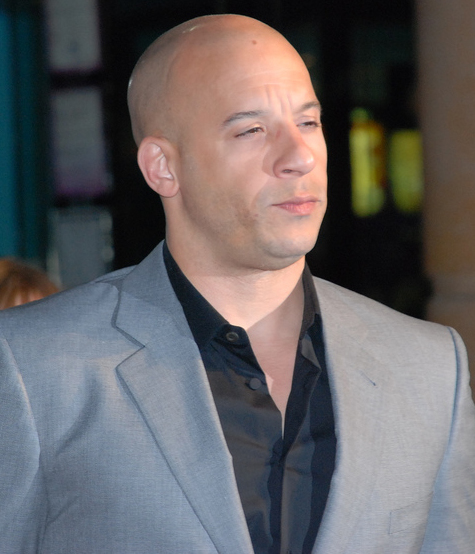
Vin Diesel
geboren in 1967

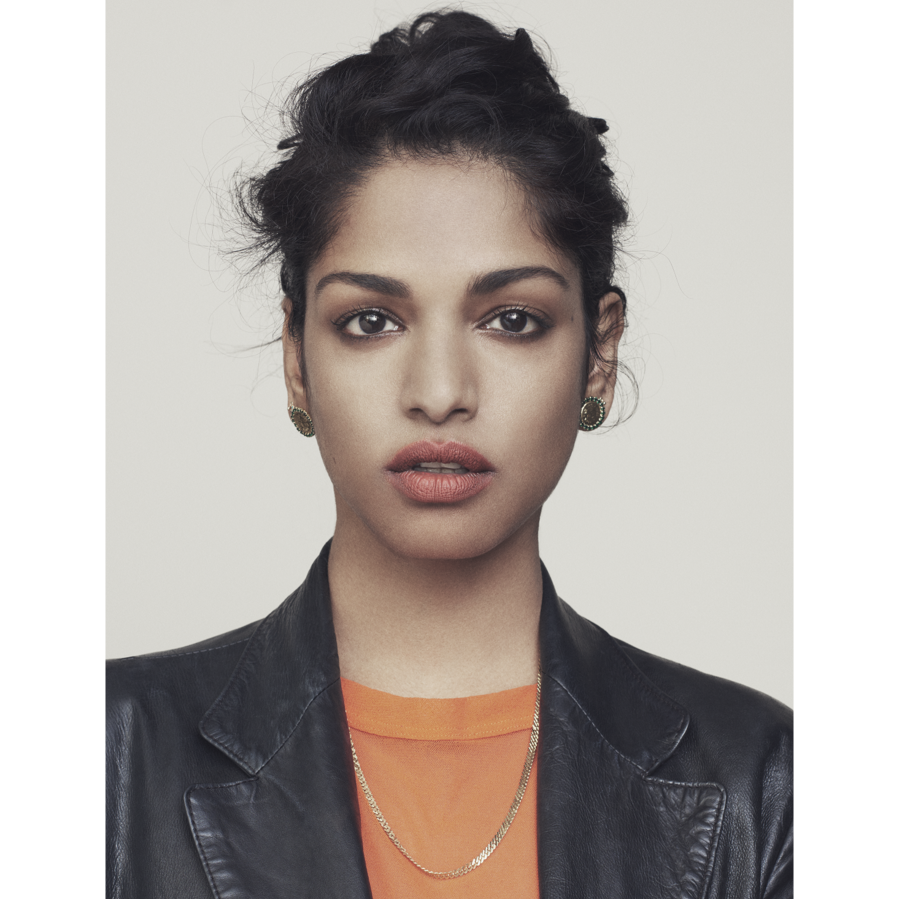
M.I.A.
geboren in 1975

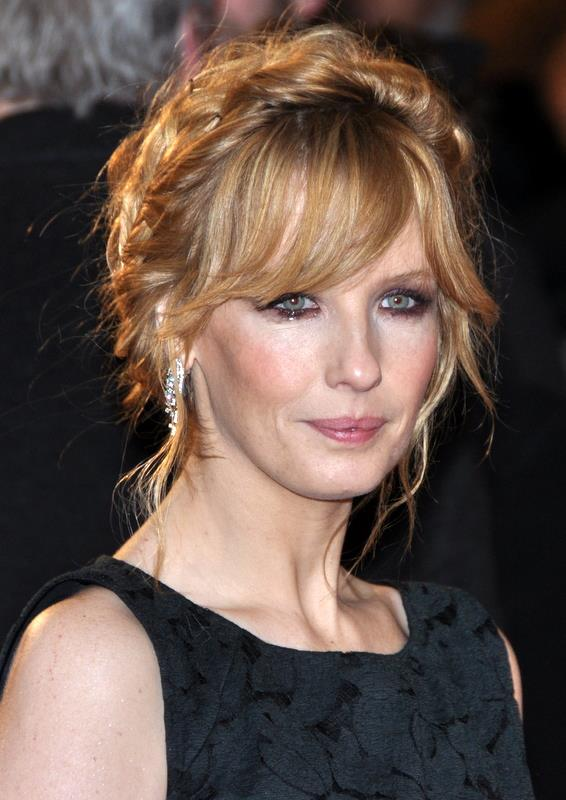
Kelly Reilly
geboren in 1977

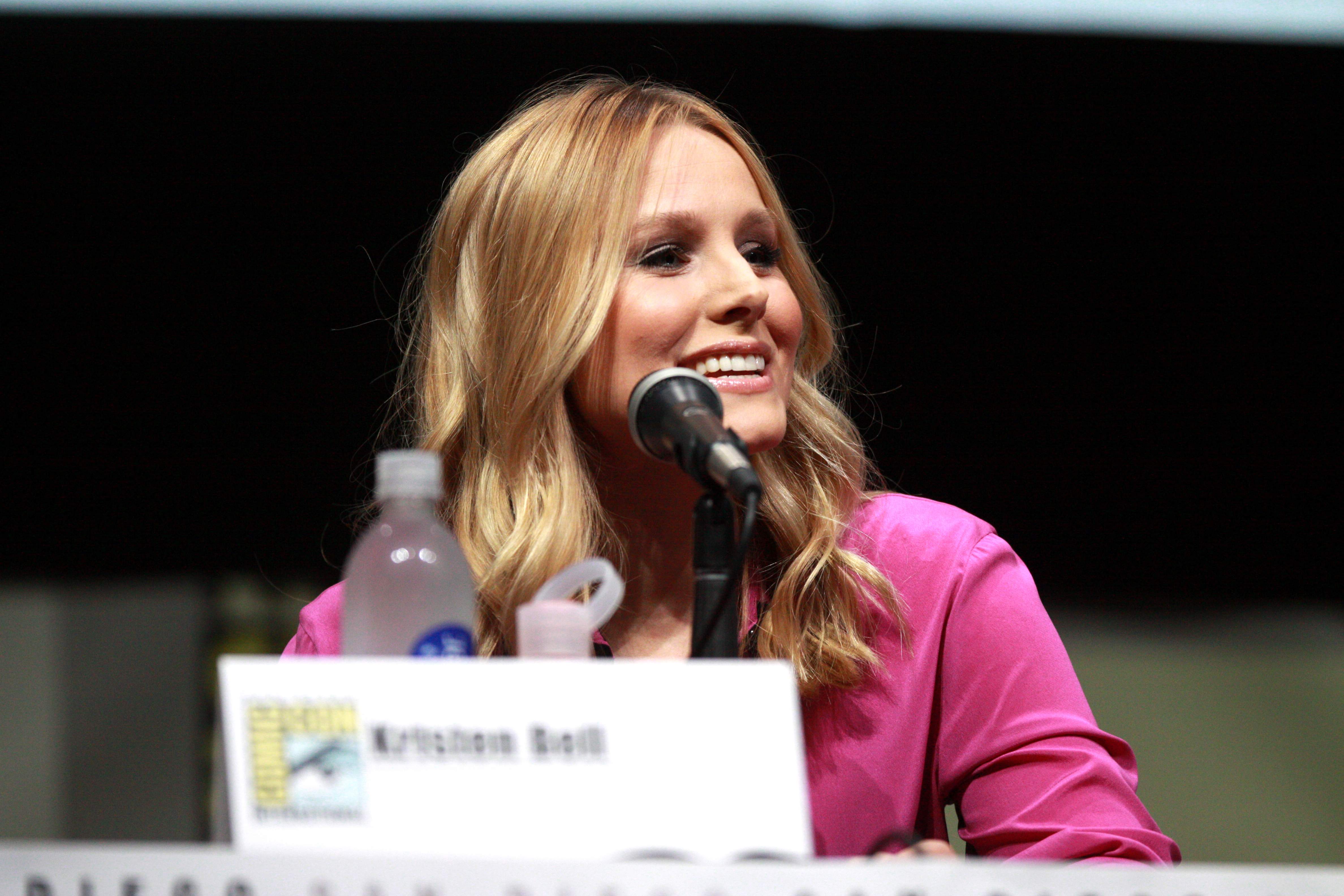
Kristen Bell
geboren in 1980

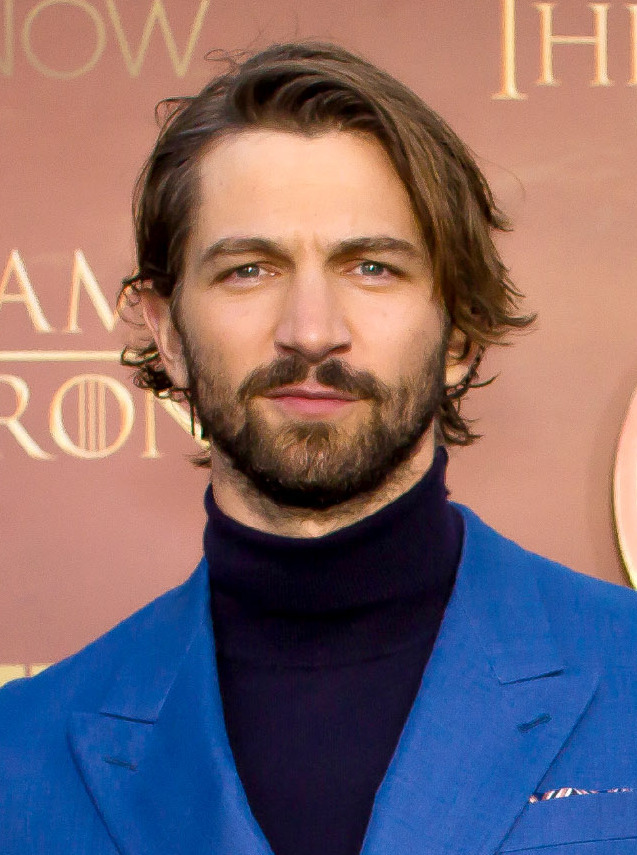
Michiel Huisman
geboren in 1981

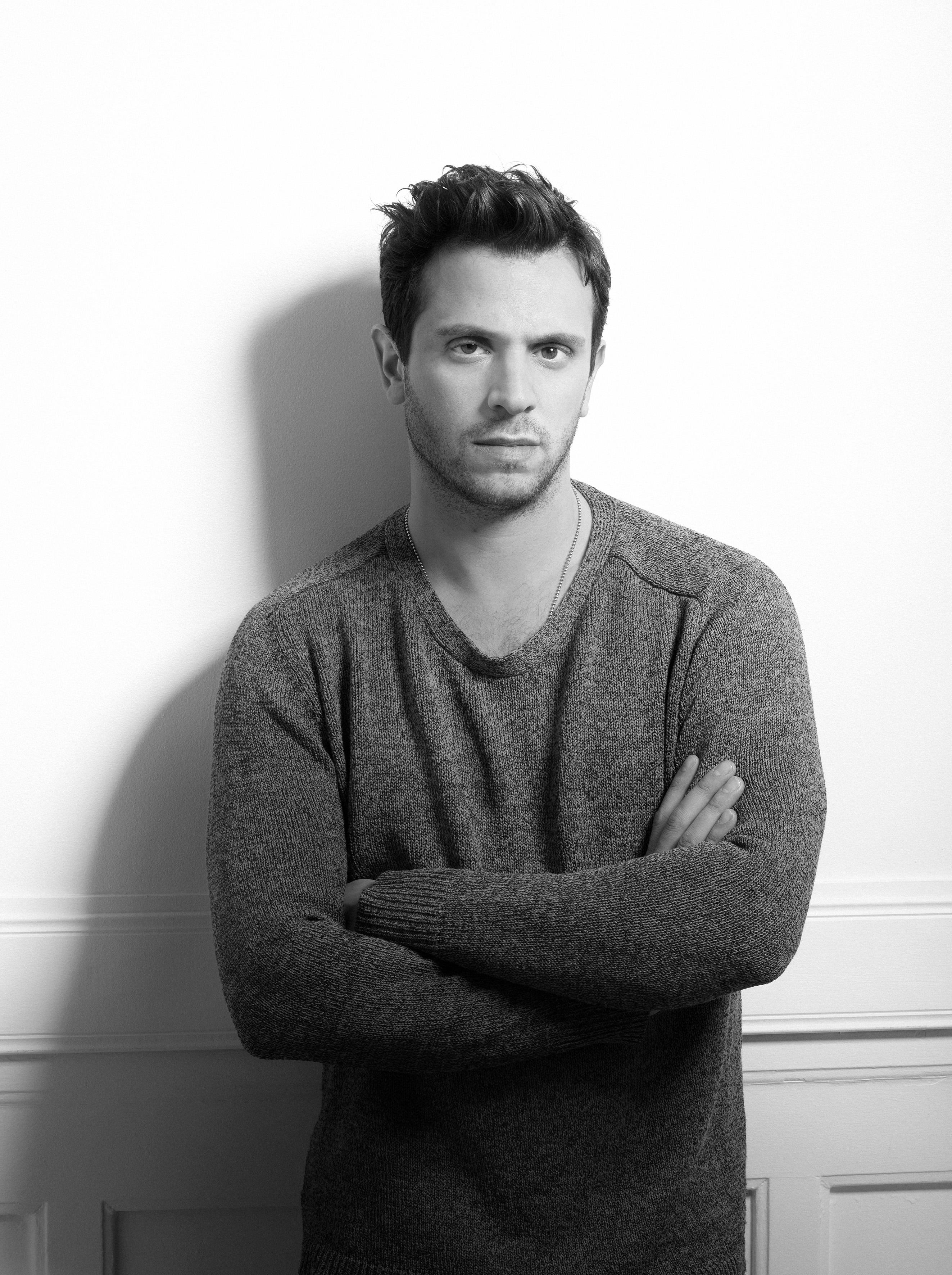
Joel Spira
geboren in 1981

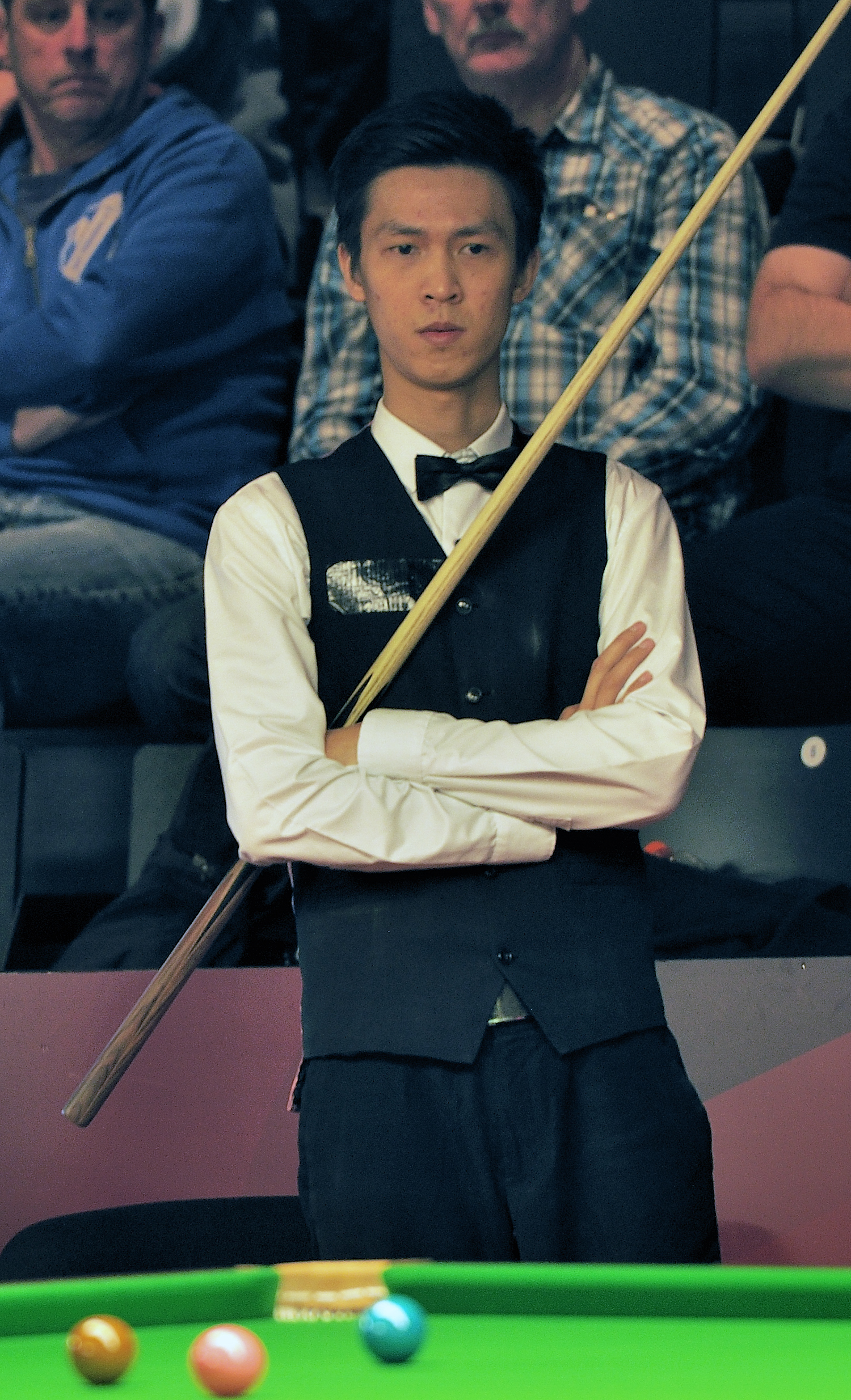
Thepchaiya Un-Nooh
geboren in 1985

- 1340 - Filips van Artevelde, Belgisch leidsman en ruwaard (overleden 1382)
- 1439 - Johan V van Saksen-Lauenburg, Hertog van Saksen-Lauenburg (overleden 1507)
- 1501 - Isabella van Habsburg, echtgenote van koning Christiaan II van Denemarken (overleden 1526)
- 1504 - Heinrich Bullinger, Zwitsers protestants theoloog en reformator (overleden 1575)
- 1634 - Johannes Camphuys, gouverneur-generaal van Nederlands-Indië (overleden 1695)
- 1635 - Robert Hooke, Brits sterrenkundige, natuurkundige en architect (overleden 1703)
- 1670 - Giovanni Battista Bononcini, Italiaans barokcomponist en cellist (overleden 1747)
- 1792 - Theresia van Saksen-Hildburghausen, echtgenote van koning Ludwig I van Beieren (overleden 1854)
- 1797 - Immanuel Hermann von Fichte, Duits filosoof (overleden 1879)
- 1811 - William Makepeace Thackeray, Engels schrijver (overleden 1863)
- 1818 - Louis Gerhard De Geer, Zweeds politicus en schrijver (overleden 1896)
- 1821 - Pauline Viardot-García, Spaans-Frans componiste en mezzosopraan (overleden 1910)
- 1827 - Petrus Lambertus Goossens, Belgisch kardinaal-aartsbisschop van Mechelen (overleden 1906)
- 1849 - Hugo Riemann, Duits musicoloog (overleden 1919)
- 1853 - Hendrik Lorentz, Nederlands natuurkundige (overleden 1928)
- 1855 - Axel Paulsen, Noors schaatser (overleden 1938)
- 1864 - John Jacob Astor IV, Amerikaans zakenman, uitvinder en schrijver (overleden 1912)
- 1864 - Steven Jan Matthijs van Geuns, Nederlands jurist (overleden 1939)
- 1864 - Philip Snowden, Brits politicus (overleden 1937)
- 1867 - Margaret Brown, Amerikaans filantroop en Titanic-overlevende (overleden 1932)
- 1867 - Tjerk Luitjes, Nederlands anarchist (overleden 1946)
- 1872 - Julius Fučík, Tsjechisch componist en dirigent (overleden 1916)
- 1877 - Adam van Kan, Nederlands wetenschapper (overleden 1944)
- 1882 - Rafael el Gallo, Spaans torero (overleden 1960)
- 1882 - Marcello Mimmi, Italiaans kardinaal (overleden 1961)
- 1884 - Alberto di Jorio, Italiaans curiekardinaal (overleden 1979)
- 1887 - Vidkun Quisling, Noors politicus en landverrader (overleden 1945)
- 1888 - Alvah Meyer, Amerikaans atleet (overleden 1939)
- 1892 - Arthur Friedenreich, Braziliaans voetballer (overleden 1969)
- 1896 - Patrick Aloysius O'Boyle, Amerikaans kardinaal-aartsbisschop van Washington DC (overleden 1987)
- 1900 - Nathalie Sarraute, Russisch-Frans schrijfster (overleden 1999)
- 1902 - Josepha Mendels, Nederlands schrijfster (overleden 1995)
- 1908 - Daoed Khan, Afghaans staatsman (overleden 1978)
- 1908 - Lupe Vélez, Mexicaans/Amerikaans actrice (overleden 1944)
- 1909 - Andrej Gromyko, Russisch diplomaat en president 1985-1989 (overleden 1989)
- 1909 - John Joseph Wright, Amerikaans curiekardinaal (overleden 1979)
- 1910 - Mamadou Dia, Senegalees premier (overleden 2009)
- 1911 - Hume Cronyn, Canadees acteur (overleden 2003)
- 1911 - Danny Oakes, Amerikaans autocoureur (overleden 2007)
- 1914 - Gino Bartali, Italiaans wielrenner, winnaar Tour de France 1938 en 1948 (overleden 2000)
- 1914 - Jo Cals, Nederlands politicus; premier 1965-1966 (overleden 1971)
- 1914 - Jan Gerhard Toonder, Nederlands schrijver en dichter (overleden 1992)
- 1916 - Vladimir Demichov, Sovjet-Russisch wetenschapper en pionier op het gebied van orgaantransplantatie (overleden 1998)
- 1916 - Isaäc Arend Diepenhorst, Nederlands hoogleraar strafrecht en politicus (overleden 2004)
- 1917 - Henri Salvador, Frans zanger en muzikant (overleden 2008)
- 1918 - Lia Dorana, Nederlands actrice (overleden 2010)
- 1918 - Bram van Leeuwen, alias Prince de Lignac, Nederlands ondernemer (overleden 2001)
- 1918 - Nelson Mandela, Zuid-Afrikaans oppositieleider en president (overleden 2013)
- 1920 - Eric Brandon, Brits autocoureur (overleden 1982)
- 1920 - Raymond Salles, Frans roeier (overleden 1996)
- 1921 - Aaron Temkin Beck, Amerikaans psychiater (overleden 2021)
- 1921 - John Glenn, Amerikaans astronaut en politicus (overleden 2016)
- 1922 - Cláudio Christovam de Pinho (Cláudio), Braziliaans voetballer (overleden 2000)
- 1922 - Willem Leonard Brugsma, Nederlands journalist (overleden 1997)
- 1922 - Thomas Kuhn, Amerikaans filosoof (overleden 1996)
- 1925 - Shirley Strickland, Australisch atlete (overleden 2004)
- 1926 - Norbert Joris, Belgisch ondernemer en bestuurder (overleden 2021)
- 1927 - Kurt Masur, Duits dirigent (overleden 2015)
- 1928 - Adriaan Nooteboom, Nederlands politicus (overleden 2023)
- 1928 - Simon Vinkenoog, Nederlands dichter (overleden 2009)
- 1928 - Rob Wout (Opland), Nederlands politiek tekenaar (overleden 2001)
- 1929 - Richard Button, Amerikaans kunstschaatser (overleden 2025)
- 1929 - Screamin' Jay Hawkins, Amerikaans musicus, zanger en acteur (overleden 2000)
- 1929 - Adelaide Tambo, Zuid-Afrikaans politicus en antiapartheidsactivist (overleden 2007)
- 1930 - Burt Kwouk, Brits acteur (overleden 2016)
- 1931 - Hal Shaper, Zuid-Afrikaans songwriter (overleden 2004)
- 1932 - Jevgeni Jevtoesjenko, Russisch dichter (overleden 2017)
- 1933 - Aad Nuis, Nederlands politicoloog, letterkundige, literatuurcriticus, bestuurder, journalist, columnist, essayist, publicist, dichter en politicus (overleden 2007)
- 1933 - František Tikal, Tsjechisch ijshockeyer (overleden 2008)
- 1933 - Jean Yanne, Frans acteur en regisseur (overleden 2003)
- 1934 - Darlene Conley, Amerikaans actrice (overleden 2007)
- 1934 - Paul Nouwen, Nederlands topfunctionaris en bestuurder (oud-hoofddirecteur van de ANWB) (overleden 2009)
- 1934 - Roger Reynolds, Amerikaans componist
- 1934 - Jaime Zobel de Ayala, Filipijns zakenman
- 1935 - Tenley Albright, Amerikaans kunstschaatsster
- 1937 - Roald Hoffmann, Pools-Amerikaans scheikundige en Nobelprijswinnaar
- 1937 - Hunter S. Thompson, Amerikaans schrijver en journalist (overleden 2005)
- 1938 - Ian Stewart, Brits popmuzikant (overleden 1985)
- 1938 - Paul Verhoeven, Nederlands filmregisseur
- 1939 - Brian Auger, Brits keyboardspeler
- 1939 - Edoeard Moedrik, Sovjet-Russisch voetballer (overleden 2017)
- 1940 - James Brolin, Amerikaans acteur
- 1940 - Anna Chromy, Tsjechisch kunstschilderes en beeldhouwster (overleden 2021)
- 1941 - Frank Farian, Duits muziekproducent, zanger en liedjesschrijver (overleden 2024)
- 1941 - Ole Fritsen, Deens voetballer (overleden 2008)
- 1941 - Boudewijn Neuteboom, Nederlands (mode)fotograaf (overleden 2024)
- 1941 - Jack de Nijs (Jack Jersey), Nederlands tekstschrijver, componist, producer en zanger (overleden 1997)
- 1941 - Martha Reeves, Amerikaans zangeres
- 1942 - Adolf Ogi, Zwitsers politicus
- 1942 - Alexander van België, prins van België (overleden 2009)
- 1944 - David Hemery, Brits atleet
- 1945 - Boomer Castleman, Amerikaans zanger, gitarist, producent en songwriter (overleden 2015)
- 1945 - Ghislaine De Pauw, Belgisch atlete
- 1945 - Fritz Korbach, Nederlands voetbaltrainer (overleden 2011)
- 1946 - Ray Fenwick, Brits rockzanger, -gitarist en -toetsenist (overleden 2022)
- 1946 - Leo Madder, Belgisch acteur
- 1947 - Steve Forbes, Brits zakenman en politicus
- 1948 - Jan Becaus, VRT-journalist en nieuwsanker
- 1948 - Hartmut Michel, Duits biochemicus en Nobelprijswinnaar
- 1948 - Cesar Zuiderwijk, Nederlands drummer (Golden Earring)
- 1950 - Sir Richard Branson, Brits zakenman
- 1950 - Jack Layton, Canadees politicus (overleden 2011)
- 1950 - Mark Udall, Amerikaans politicus
- 1951 - Elio Di Rupo, Belgisch politicus
- 1951 - Marleen Maes, Belgisch actrice
- 1952 - Els Kloek, Nederlands historica
- 1953 - Peter Maas, Nederlands burgemeester (overleden 2023)
- 1954 - Ralph Irizarry, Amerikaans percussionist (overleden 2021)
- 1954 - Ricky Skaggs, Amerikaans bluegrass- en countryartiest en presentator
- 1956 - Erwin Java, Nederlands gitarist
- 1956 - Audrey Landers, Amerikaans actrice en zangeres
- 1957 - Nick Faldo, Brits golfer
- 1957 - Keith Levene, Brits gitarist en componist (overleden 2022)
- 1958 - Margo Vliegenthart, Nederlands politica en bestuurder
- 1959 - Mark Emke, Nederlands roeier en roeicoach
- 1959 - Patrick Himschoot, Belgisch atleet
- 1960 - Uwe Heppner, Oost-Duits roeier
- 1961 - Stephen Hodge, Australisch wielrenner
- 1961 - Elizabeth McGovern, Amerikaans actrice
- 1961 - Alan Pardew, Brits voetballer en voetbalcoach
- 1962 - Geoff Gaberino, Amerikaans zwemmer
- 1962 - Jack Irons, Amerikaans drummer
- 1962 - Sulo Vaattovaara, Zweeds voetballer
- 1963 - Hans Eijkenaar, Nederlands componist, drummer en producer
- 1963 - Marc Girardelli, Luxemburgs alpineskiër
- 1963 - Dizzy Reed, Amerikaans pianist
- 1963 - Allen Sarven (Al Snow), Amerikaans acteur en professioneel worstelaar
- 1963 - Martín Torrijos, Panamees politicus
- 1965 - Marjon Wijnsma, Nederlands atlete
- 1966 - Dan O'Brien, Amerikaans atleet
- 1967 - Nelson Cabrera, Uruguayaans voetballer
- 1967 - Vin Diesel, Amerikaans acteur
- 1968 - Tania Bruguera, Cubaans installatie- en performancekunstenaar
- 1968 - Stefan Sultana, Maltees voetballer
- 1972 - Walter Bénéteau, Frans wielrenner (overleden 2022)
- 1972 - Hannes Stefánsson, IJslands schaker
- 1973 - Josh Cassada, Amerikaans natuurkundige, testpiloot en NASA-astronaut
- 1973 - Stijn Vreven, Belgisch voetballer
- 1974 - Joeri Petrov, Oekraïens voetballer (overleden 2023)
- 1975 - Daron Malakian, Amerikaans-Armeens metalgitarist
- 1975 - M.I.A., Sri Lankaans-Brits singer-songwriter, rapster, muziekproducente en beeldend kunstenares
- 1975 - Ben Murphy, Brits piloot
- 1976 - Masako Chiba, Japans atlete
- 1977 - Tim Deluxe, Brits dj/producer
- 1977 - Kelly Reilly, Brits actrice
- 1978 - Goran Brajković, Kroatisch voetballer (overleden 2015)
- 1978 - Tomas Danilevičius, Litouws voetballer
- 1979 - Adam Birch (Joey Mercury), Amerikaans professioneel worstelaar
- 1980 - Kristen Bell, Amerikaans actrice
- 1981 - Michiel Huisman, Nederlands acteur
- 1981 - Joel Spira, Zweeds acteur
- 1981 - Esther Vergeer, Nederlands rolstoeltennisster
- 1982 - Ryan Cabrera, Amerikaans gitarist en zanger
- 1982 - Priyanka Chopra, Indiaas actrice en Miss World-winnares 2000
- 1982 - Carlo Costly, Hondurees voetballer
- 1983 - George Bovell, zwemmer uit Trinidad en Tobago
- 1983 - Carlos Diogo, Uruguayaans voetballer
- 1984 - Kathrin Hölzl, Duits alpineskiester
- 1984 - Tariku Jufar, Ethiopisch atleet
- 1984 - Caroline Lahaye, Belgisch atlete
- 1985 - Lola Pop Brood, Nederlands modeontwerpster en kunstenares
- 1985 - Chace Crawford, Amerikaans acteur
- 1985 - Thepchaiya Un-Nooh, Thais snookerspeler
- 1986 - Thijs van Amerongen, Nederlands wielrenner
- 1986 - Ruben Brekelmans, Nederlands politicus (VVD); sinds juli 2024 minister van Defensie
- 1986 - Yossif Ivanov, Belgisch violist
- 1986 - Travis Milne, Canadees acteur
- 1986 - Gašper Švab, Sloveens wielrenner
- 1988 - Ambyr Childers, Amerikaans actrice
- 1989 - Daria Bukvić,  Bosnisch-Nederlands regisseuse en toneelleidster
- 1989 - Dmitri Solovjov, Russisch kunstschaatser
- 1990 - Serhat Koç, Nederlands voetballer
- 1990 - Yannick Thoelen, Belgisch voetballer
- 1992 - Niels Pittomvils, Belgisch atleet
- 1993 - Nabil Fekir, Frans-Algerijns voetballer
- 1993 - Mats Rits, Belgisch voetballer
- 1994 - Eefje Boons, Nederlands atlete
- 1994 - Justien Grillet, Belgisch atlete
- 1994 - Christine Scheyer, Oostenrijks alpineskiester
- 1995 - Maryna Bech-Romantsjoek, Oekraïens atlete
- 1995 - Nadia Mochnatska, Oekraïens freestyleskiester
- 1995 - Sui Wenjing, Chinees kunstschaatsster
- 1996 - Alphonsine Agahozo, Rwandees zwemster
- 1996 - Yung Lean, Zweeds rapper
- 1996 - Siebe Schrijvers, Belgisch voetballer
- 1997 - Bam Adebayo, Amerikaans basketballer
- 1997 - Aidan Buttigieg, Australisch-Maltees wielrenner
- 1997 - Chiara Hölzl, Oostenrijks schansspringster
- 1997 - Noah Lyles, Amerikaans atleet
- 1997 - Elisabetta Oliviero, Italiaans voetbalster
- 1998 - Tomoya Koyama, Japans wielrenner
- 2001 - Hailie Deegan, Amerikaans autocoureur
- 2001 - Enzo Fittipaldi, Braziliaans autocoureur
- 2001 - Morgan Hurd, Amerikaans gymnaste
- 2003 - Emma Severini, Italiaans voetbalster
- 2004 - Tommy van Lent, Nederlands acteur

## Overleden

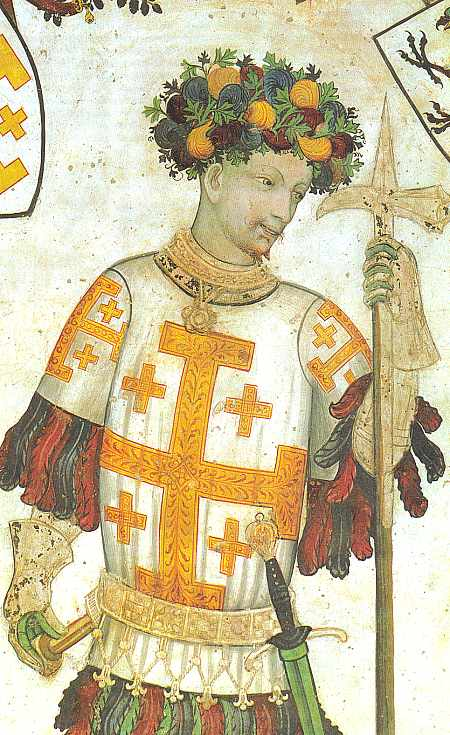
Godfried van Bouillon
overleden in 1100

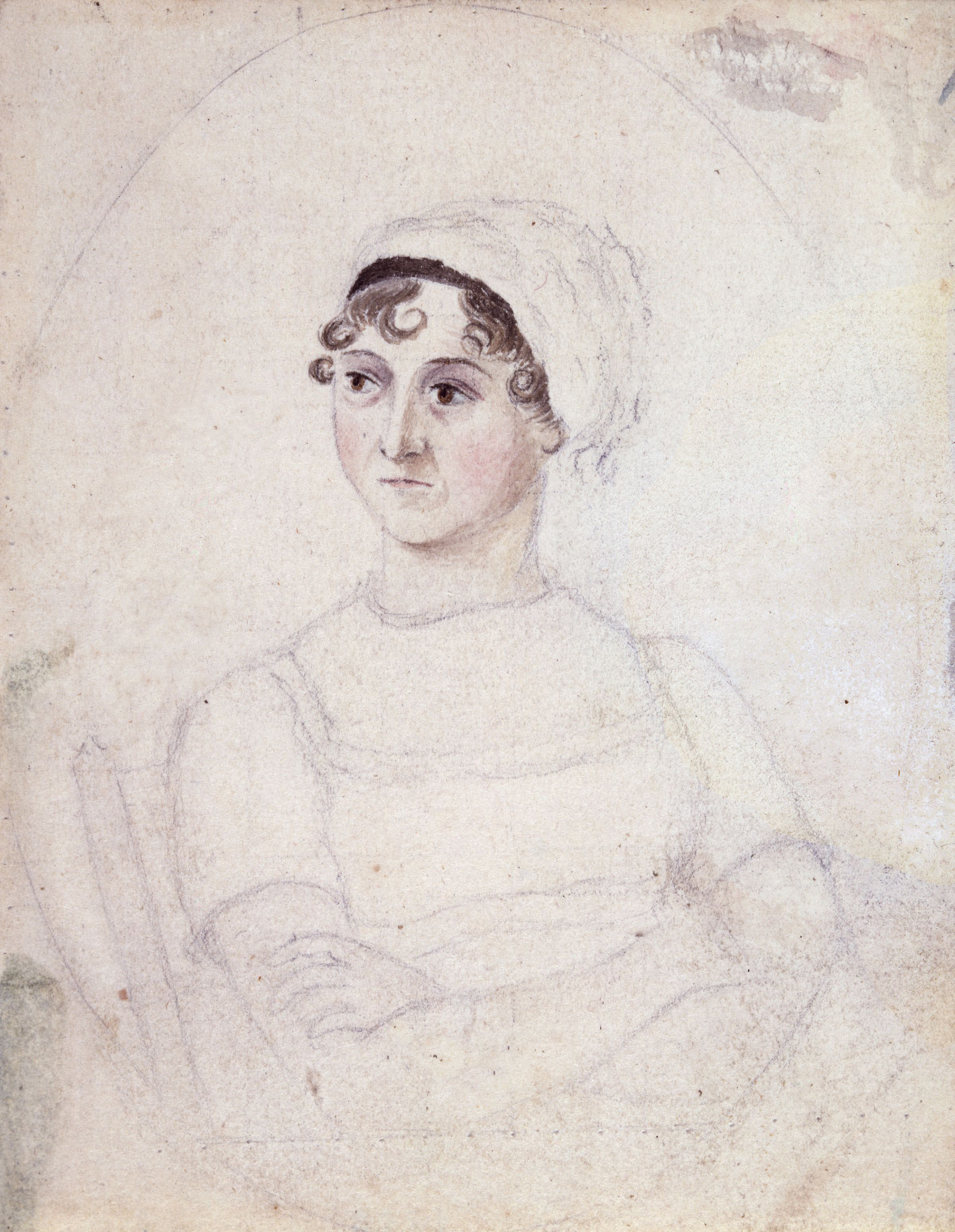
Jane Austen
overleden in 1817

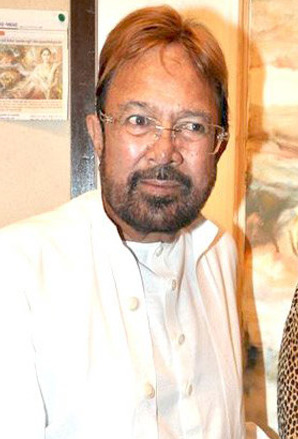
Rajesh Kanna
overleden in 2012

- 707 - Monmu (24), keizer van Japan
- 715 - Muhammad ibn al-Qasim (19), Arabisch veldheer
- 1100 - Godfried van Bouillon (39), hertog van Neder-Lotharingen en veldheer
- 1544 - René van Chalon (25), Prins van Oranje, Stadhouder van Holland, Zeeland, Utrecht en Gelre
- 1610 - Caravaggio (38), Italiaans kunstschilder
- 1623 - Paus Gregorius XV (69), Italiaans paus
- 1721 - Jean Antoine Watteau (37), Frans schilder
- 1817 - Jane Austen (43), Engels schrijfster
- 1832 - Claude de Jouffroy d'Abbans (80), Frans ingenieur
- 1872 - Benito Juárez (66), Mexicaans politicus
- 1889 - Joannes Romme (57), Nederlands missionaris
- 1890 - Christian Heinrich Friedrich Peters (76), Duits-Amerikaans astronoom
- 1900 - Johan Kjeldahl (50), Deens scheikundige
- 1909 - Carlos María de los Dolores de Borbón (61), hertog van Madrid
- 1944 - Wim Anderiesen (40), Nederlands voetballer
- 1951 - Lodovico di Caporiacco (51), Italiaans arachnoloog
- 1956 - Wilhelm Noë (65), Duits voetballer
- 1958 - Henri Farman (84), Frans luchtvaartpionier
- 1966 - Jos Schijvens (58), Nederlands architect
- 1968 - Corneille Heymans (76), Belgisch wetenschapper
- 1970 - Basilio Sarmiento (80), Filipijns dichter
- 1975 - Pieter Baan (62), Nederlands psychiater
- 1983 - Salo Flohr (74), Russisch schaker
- 1984 - Geert Lubberhuizen (68), Nederlands uitgever
- 1986 - Stanley Rous (91), Engels voetballer, scheidsrechter en sportbestuurder
- 1988 - Nico (49), Duits-Amerikaans model en rockzangeres
- 1991 - André Cools (63), Belgisch burgemeester en minister
- 1992 - Giuseppe Paupini (85), Italiaans curiekardinaal
- 1992 - Jan Pelleboer (68), Nederlands weerkundige
- 1994 - Carol Yager (34), Amerikaanse vrouw, met als hoogste gewicht 727 kilogram de zwaarste mens ooit gemeten
- 1995 - Fabio Casartelli (24), Italiaans wielrenner
- 1999 - Soeshiel Girjasing (46), Surinaams politicus en rechtsgeleerde
- 1999 - Eugène Roosegaarde Bisschop (83), Nederlands pianist
- 2000 - Perfecto Fernandez (69), Filipijns jurist en hoogleraar
- 2001 - Alexandre Jany (72), Frans zwemmer
- 2003 - Marc Camoletti (80), Frans toneelschrijver
- 2005 - Amy Gillett (29), Australisch roeister en wielrenster
- 2005 - Franz Weissmann (93), Braziliaans beeldhouwer
- 2005 - William Westmoreland (91), Amerikaans militair
- 2006 - Treddy Ketcham (86), Amerikaans militair in de Tweede Wereldoorlog en sportbestuurder
- 2008 - Tauno Marttinen (95), Fins componist en dirigent
- 2009 - Henry Allingham (113), Brits Eerste Wereldoorlogsveteraan en oudste man ter wereld
- 2009 - Yasmine Belmadi (33), Frans filmacteur
- 2009 - Ricardo Londoño (59), Colombiaans autocoureur
- 2011 - Alex Steinweiss (94), Amerikaans grafisch ontwerper
- 2012 - Rajesh Khanna (69), Indiaas filmster, filmproducent en politicus
- 2012 - Arend ten Oever (68), Nederlands politicus en burgemeester
- 2013 - Olivier Ameisen (60), Frans cardioloog, hoogleraar en schrijver
- 2013 - Franck Geney (34), Frans acteur
- 2013 - Fons Sijmons (58), Belgisch muzikant
- 2013 - Gerrit Stapel (92), Nederlands striptekenaar
- 2014 - Leen Vleggeert (83), Nederlands burgemeester
- 2015 - Colin Andrews (67), Brits voetballer en voetbaltrainer
- 2015 - Buddy Buie (74), Amerikaans songwriter en muziekproducer
- 2015 - George Coe (86), Amerikaans acteur, filmproducent en filmregisseur
- 2015 - Alex Rocco (79), Amerikaans acteur
- 2016 - Uri Coronel (69), Nederlands voetbalbestuurder
- 2017 - Max Gallo (85), Frans historicus, schrijver en politicus
- 2017 - Red West (81), Amerikaans acteur en stuntman
- 2018 - Burton Richter (87), Amerikaans natuurkundige en Nobelprijswinnaar
- 2019 - Ruud Jacobs (81), Nederlands jazzbassist en producent
- 2020 - Ali Mirzaei (91), Iraans gewichtheffer
- 2021 - Jean Bultot (70), Belgisch ambtenaar
- 2021 - Roger Quemener (80), Frans atleet
- 2022 - Rebecca Balding (73), Amerikaans actrice
- 2022 - Ottavio Cinquanta (83), Italiaans sportbestuurder
- 2022 - Juul Kabas (77), Belgisch volkszanger
- 2022 - Claes Oldenburg (93), Zweeds-Amerikaans beeldhouwer, schilder en graficus
- 2023 - Alexandre Adler (72), Frans historicus, politicoloog en journalist
- 2024 - Bob Newhart (94), Amerikaans komiek en acteur
- 2024 - Friedrich Verzetnitsch (79), Oostenrijks vakbondsbestuurder en politicus
- 2025 - Roger Norrington (91), Brits dirigent
- 2025 - Hitomi Obara (44), Japans worstelaar
- 2025 - Michel Van Roye (73), Belgisch politicus
- 2025 - André Vingt-Trois (82), Frans kardinaal
- 2025 - Rex White (95), Amerikaans autocoureur

## Viering/herdenking
- Rooms-katholieke kalender:
  - Heilige Frederik van Utrecht († 838) - Gedachtenis (in aartsbisdom Utrecht)
  - Heilige Emilianus (van Dorostorium) († 362)
  - Heilige Arnold(us) (van Metz) († c. 640)
  - Heilige Marina van Orenso († 138)
  - Heilige Odilia van Keulen († 4e eeuw)
  - Heilige Simon van Lipnica († 1482)
  - Heilige Tannoc/Theneva/Tanna (van Glasgow) († 6e eeuw)
  - Heilige Symforosa en Zeven Zonen
  - Heilige Filastrius van Brescia († c. 387)
  - Heilige Simon van Lipnica († 1482)
  - Zalige Bertha van Marbais († 1247)
  - Bartolomé de las Casas  († 1566)
- Nelson Mandela-dag

## Weerextremen

### Nederland
| | Officiële records | Officiële records | Officiële records |      | Landelijke records | Landelijke records | Landelijke records    |
| Gebeurtenis | Jaar              | Extreem           | Locatie           | Jaar | Extreem            | Locatie            |                       |
| --- | ----------------- | ----------------- | ----------------- | ---- | ------------------ | ------------------ | --------------------- |
| Laagste etmaalgemiddelde temperatuur (°C) | 1971              | 12,3              | De Bilt           |      | 1974               | 11,6               | Twenthe               |
| Hoogste etmaalgemiddelde temperatuur (°C) | 2014              | 25,1              | De Bilt           |      | 2014               | 26,8               | Eindhoven, Maastricht |
| Laagste minimumtemperatuur (°C) | 1971              | 4,3               | De Bilt           |      | 1971               | 2,0                | Deelen                |
| Hoogste minimumtemperatuur (°C) | 1921              | 17,6              | De Bilt           |      | 2006               | 20,4               | De Kooy               |
| Laagste maximumtemperatuur (°C) | 1927              | 15,1              | De Bilt           |      | 1942               | 13,7               | Maastricht            |
| Hoogste maximumtemperatuur (°C) | 2006              | 33,2              | De Bilt           |      | 2022               | 35,4               | Westdorpe             |
| Hoogste uurgemiddelde windsnelheid (m/s) | 1924              | 14,9              | De Bilt           |      | 1964               | 18,0               | Rotterdam             |
| Hoogste windstoot (m/s) | 1964              | 28,8              | De Bilt           |      | 1964               | 28,8               | De Bilt               |
| Langste zonneschijnduur (uur) | 1994, 2021        | 15,0              | De Bilt           |      | 2006               | 15,4               | Eelde                 |
| Langste neerslagduur (uur) | 1954              | 9,0               | De Bilt           |      | 2011               | 12,3               | Leeuwarden            |
| Hoogste etmaalsom van de neerslag (mm) | 1955              | 23,5              | De Bilt           |      | 2001               | 35,8               | Hoorn Terschelling    |
| Laagste etmaalgemiddelde relatieve vochtigheid (%) | 1934              | 51                | De Bilt           |      | 2022               | 36                 | Maastricht            |
| Laagste uurwaarde luchtdruk op zeeniveau (hPa) | 1954              | 989,2             | De Bilt           |      | 1954               | 987,4              | Eelde                 |
| Hoogste uurwaarde luchtdruk op zeeniveau (hPa) | 1982              | 1028,7            | De Bilt           |      | 1982 1990          | 1029,0 1029,0      | De Kooy Vlissingen    |
| Officiële records worden altijd gemeten op het KNMI-weerstation in De Bilt. Landelijke records kunnen worden gemeten op elk officieel KNMI-weerstation in Nederland. |                   |                   |                   |      |                    |                    |                       |

Uitzonderlijke gebeurtenissen
- 1906 - Eerste officiële zomerse dag van het jaar (maximumtemperatuur ≥ 25 °C in De Bilt). Dit is de meest late datum waarop de eerste officiële zomerse dag is gemeten.
- 1921 - Officieel hoogste minimumtemperatuur in °C van het jaar gemeten in De Bilt: 17,6
- 1959 - Laatste officiële tropische dag van het jaar (maximumtemperatuur ≥ 30 °C in De Bilt)
- 1964 - Officieel maandrecord hoogste windstoot in m/s van juli gemeten in De Bilt: 28,8
- 1964 - Officieel hoogste minimumtemperatuur in °C van het jaar gemeten in De Bilt: 17,2
- 1971 - Landelijk maandrecord laagste minimumtemperatuur in °C van juli gemeten in Deelen: 2,0
- 2014 - Eerste officiële tropische dag van het jaar (maximumtemperatuur ≥ 30 °C in De Bilt)
- 2022 - Eerste officiële tropische dag van het jaar (maximumtemperatuur ≥ 30 °C in De Bilt)

### België
Dagrecords
- 1981 - Laagste etmaalgemiddelde temperatuur 12,3 °C
- 1964 - Hoogste etmaalgemiddelde temperatuur 26,6 °C
- 1962 - Laagste minimumtemperatuur 7,7 °C
- 1964 - Hoogste maximumtemperatuur 34 °C
- 1910 - Hoogste etmaalsom van de neerslag 26,5 mm

Uitzonderlijke gebeurtenissen
- 1960 - Tornado veroorzaakt schade in de streek tussen Châtelet en Daussoulx (Namen).
- 1964 - In Ukkel windstoten tot 133 km/h.
- 1972 - Neerslagtotaal van 104 mm in Verviers en met belangrijke schade.
- 1976 - Neerslagtotaal van 82 mm in Amel.

<< · 1 · 2 · 3 · 4 · 5 · 6 · 7 · 8 · 9 · 10 · 11 · 12 · 13 · 14 · 15 · 16 · 17 · 18 · 19 · 20 · 21 · 22 · 23 · 24 · 25 · 26 · 27 · 28 · 29 · 30 · 31 · >>